# Andrzej Batory
Andrzej Batory (ur. 1563 w Siedmiogrodzie, zm. 3 listopada 1599 w Pásztorbükk koło Csikszentdomokos, rum. Sândominic) – książę Siedmiogrodu, biskup rzymskokatolicki, kardynał, senator I Rzeczypospolitej, bratanek króla Stefana Batorego.

## Życiorys

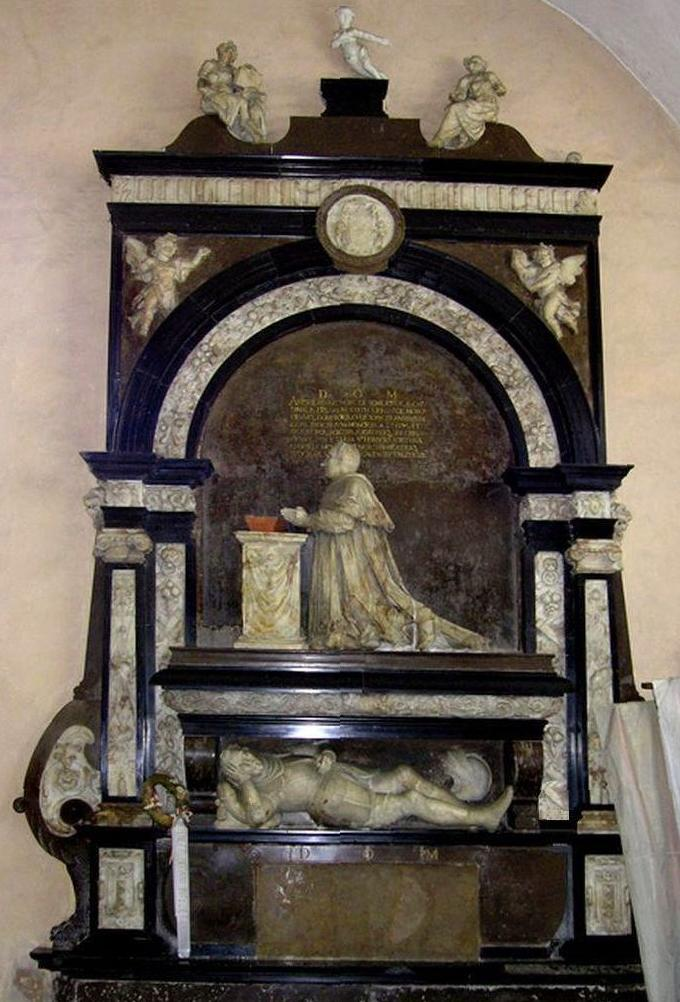
Cenotaf Andrzeja i Baltazara Batorych z kościoła św. Andrzeja Apostoła w Barczewie

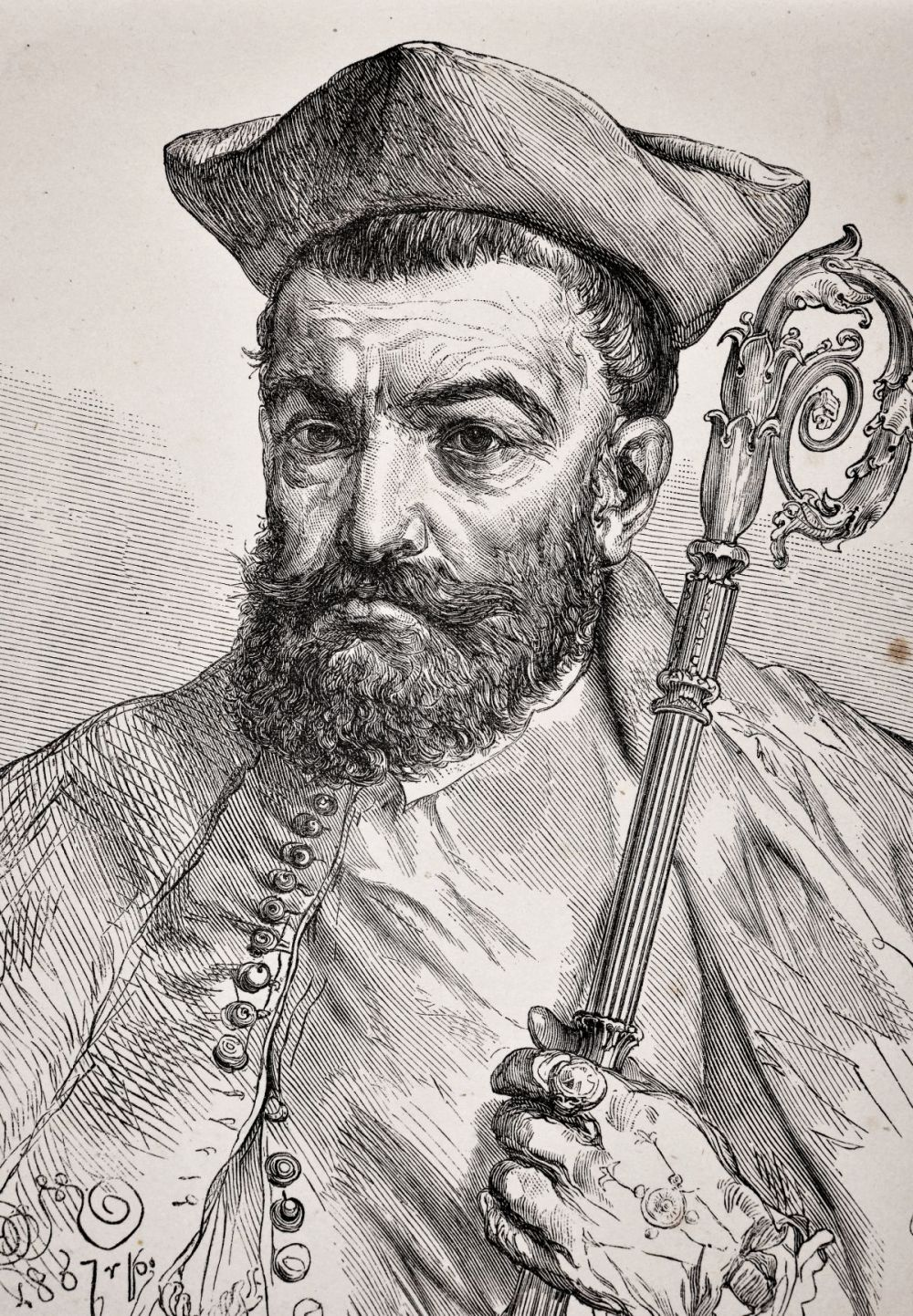
Andrzej Batory – drzeworyt Józefa Holewińskiego według rysunku Jana Matejki

Syn Andrzeja Batorego i Małgorzaty Majláth, bratanek króla Polski Stefana. W latach 1578–1583 zdobywał wykształcenie w Kolegium Jezuitów w Pułtusku, m.in. poznając język polski pod kierunkiem ks. Jakuba Wujka. Dzięki poparciu stryja zdobywał godności kościelne – został w 1581 kanonikiem warmińskiej kapituły katedralnej (1581-1585), w 1583 roku prepozytem komendatoryjnym w Miechowie. Opat komendatoryjny czerwiński w latach 1593–1599. Kontynuował studia w Rzymie, gdzie poznał m.in. Roberta Bellarmina, Giovanniego Pierluigiego da Palestrina i Karola Boromeusza. 28 lipca 1584 otrzymał nominację papieską na biskupa koadiutora ordynariusza warmińskiego Marcina Kromera; nie przyjął święceń biskupich (nie był nawet kapłanem, ograniczył się do święceń subdiakonatu, przyjętych dopiero w 1597).
W latach 1583 i 1586 jeździł z misją królewską do Rzymu.
Również w lipcu 1584 papież Grzegorz XIII, chcąc uzyskać w królu polskim sojusznika w walce z Turcją, mianował królewskiego bratanka kardynałem diakonem, z tytułem Sancti Adriani in Foro (zmienionym w 1587 na Sancti Angeli in Foro Piscium). Wkrótce Batory powrócił na Warmię, ponownie przybył do Rzymu w 1586 jako królewski wysłannik do kolejnego papieża, Sykstusa V.
Po śmierci Stefana Batorego kanclerz wielki koronny Jan Zamoyski wysunął kandydaturę kardynała Andrzeja na króla Polski, jednak inicjatywa ta upadła, spotykając się z silnym sprzeciwem. W 1589 Batory uzyskał polski indygenat, obiecano mu również koadiutorię diecezji krakowskiej; ostatecznie jednak biskupem krakowskim został kardynał Jerzy Radziwiłł. 23 marca 1589 Andrzej Batory, po śmierci biskupa Kromera, objął diecezję warmińską.
Wskutek braku święceń – jak wielu dawnych posiadaczy wyższych tytułów kościelnych – był świeckim zarządcą diecezji, ale interesował się także życiem kościelnym, wspierał zakony w duchu reformy soboru trydenckiego. W 1594 r. przeprowadził synod diecezjalny. Otaczał się na swoim dworze humanistami, sprowadził na Warmię także wielu Węgrów. Był miłośnikiem polowań. Ufundował w kościele franciszkanów w Barczewie własny (i brata Baltazara Batorego) cenotaf w stylu renesansowym (nie został jednak tam pochowany). Pozostawił bogaty księgozbiór, ale także długi, spłacane potem przez jednego z następców na tronie biskupim, Szymona Rudnickiego.
W 1599 roku stryjeczny brat Zygmunt Batory przekazał mu władzę w Siedmiogrodzie. Batory udał się tam, został jednak pokonany w trakcie walk o władzę w bitwie pod Sybinem przez hospodara wołoskiego Michała Walecznego. Podczas ucieczki do Mołdawii kardynał Batory zginął zamordowany przez chłopów seklerskich.
W diecezji warmińskiej zastąpił go sekretarz królewski Piotr Tylicki.